# Stenodynerus lissolobus
Stenodynerus lissolobus är en stekelart som beskrevs av Richard Mitchell Bohart 1949. Stenodynerus lissolobus ingår i släktet smalgetingar, och familjen Eumenidae. Inga underarter finns listade i Catalogue of Life.